# Rozkład biegunowy operatora
Rozkładem biegunowym operatora działającego w przestrzeni Hilberta {\displaystyle H} nazywamy takie przedstawienie operatora {\displaystyle a=u\cdot r,} dla którego
- operator {\displaystyle r} jest operatorem dodatnim
- {\displaystyle u=0} na jądrze operatora {\displaystyle a^{\star }}
- {\displaystyle u} odwzorowuje izometrycznie jądro {\displaystyle a} na przestrzeń prostopadłą do jądra {\displaystyle a^{\star }.}

Przedstawienie takie jest jednoznaczne.

## Motywacja
Rozkład biegunowy operatora jest analogią do rozkładu biegunowego liczby zespolonej, tzn. {\displaystyle z=e^{i\varphi }r} (kolejność analogiczna do powyższego przedstawienia). Komplikacje powyższego rozkładu wynikają stąd, że nie ma czegoś takiego jak operator fazy, tzn. nie można napisać {\displaystyle {\hat {a}}=e^{i{\hat {\varphi }}}{\hat {r}}} – oznaczenia operatorów zostały dodane dla podkreślenia, że mamy do czynienia nie z liczbami, a operatorami działającymi w przestrzeni Hilberta (a więc przestrzeni wektorowej), której wymiar w ogólności może być nieskończony.

## Szkic dowodu
Niech {\displaystyle H} będzie przestrzenią Hilberta. Dany jest operator ograniczony {\displaystyle a\in {\mathcal {B}}(H).} Operator {\displaystyle a^{\star }a} jest dodatni (a zatem samosprzężony). Widmo {\displaystyle a^{\star }a} jest podzbiorem {\displaystyle [0,\infty ).} Stosując ciągły rachunek funkcyjny dla operatorów samosprzężonych, można zdefiniować operator
{\displaystyle r={\sqrt {a^{\star }a}}.}
W szczególności {\displaystyle r^{\star }=r,} co oznaczam iż dla każdego {\displaystyle \xi \in H} zachodzi równość
{\displaystyle \|r\xi \|^{2}=\langle r\xi ,r\xi \rangle =\langle \xi ,r^{2}\xi \rangle =\langle \xi ,a^{\star }a\xi \rangle =\langle \xi ,a\xi \rangle =\|a\xi \|^{2}.}
Na mocy tożsamości polaryzacyjnej obrazy {\displaystyle r(H)} i {\displaystyle a(H)} są izometryczne. Istnieje zatem taka częściowa izometria {\displaystyle u,} że
{\displaystyle a=ur.}

## Przykłady
- Rozkład biegunowy macierzy odpowiadającej grupie Lorentza bez odbić przestrzennych daje obrót jako (częściową) izometrię oraz pchnięcie jako operator dodatni.